# John S. Snook
John Stout Snook, född 18 december 1862 i Paulding County i Ohio, död 19 september 1952 i Paulding i Ohio, var en amerikansk demokratisk politiker. Han var ledamot av USA:s representanthus 1901–1905 och 1917–1919.
Snook studerade vid Ohio Wesleyan University och avlade 1887 juristexamen vid Cincinnati Law School. Därefter inledde han sin karriär som advokat i Ohio. År 1901 efterträdde han David Meekison som kongressledamot och efterträddes 1905 av William Wildman Campbell. År 1917 tillträdde han på nytt som kongressledamot och efterträddes 1919 av Charles J. Thompson.
Snook avled 1952 och gravsattes på Live Oak Cemetery i Paulding.